# Juan Vicente Córdoba Villota
Juan Vicente Córdoba Villota SJ (ur. 23 lipca 1951 w Quito) – ekwadorski duchowny rzymskokatolicki działający w Kolumbii, od 2012 biskup Fontibón.

## Życiorys
W 1969 wstąpił do Towarzystwa Jezusowego i w tymże zgromadzeniu złożył śluby zakonne 2 lutego 1988. Święcenia kapłańskie otrzymał 19 października 1979. Pracował początkowo jako wykładowca w jezuickim junioracie i wydziale filozoficznym, a następnie powierzano mu funkcje prowincjalnego dyrektora ds. duszpasterstwa powołań (1990-1994) oraz rektora kolegium jezuickiego w Bucaramanga (1994-2000). W latach 2000–2001 kierował kolumbijską organizacją zajmującą się edukacją katolicką, zaś w latach 2001-2004 był wykładowcą na katolickim uniwersytecie w Bogocie.
30 czerwca 2004 został mianowany biskupem pomocniczym Bucaramangi ze stolicą tytularną Ausuccura. Sakry biskupiej udzielił mu 28 sierpnia 2004 ówczesny nuncjusz apostolski w Kolumbii, abp Beniamino Stella.
25 listopada 2011 ogłoszono jego nominację na biskupa Fontibón. Ingres odbył się 11 lutego 2012.